# Roșia Montană
Roșia Montană – wieś w Rumunii, w okręgu Alba, w gminie Roșia Montană. W 2011 roku liczyła 618 mieszkańców.